# Asthma
Asthma (2009—2014) — музыкальная метал-группа основанная в 2009-м году Максимом «Wollf» Поповым и Артуром «Портвейн» Соколовым в Даугавпилсе. Коллектив участвовал в Wacken Metal Battle 2013. В 2014 медленно и незаметно распался.

## История

Asthma на концерте Mana Pils Daugavpils 2013

После распада даугавпилсской группы Svinktr в 2008-м году Максим Попов и Артур Соколов собрались дабы создать метал-коллектив. В первый состав Asthma вошли Алексей «Потап» Потапов (бас-гитарист), Артур «Портвейн» Соколов (ударник), Анджей Паприкосов (ритм-гитарист), Владимир Склема (битмейкер), Вадим Мамонов (вокалист) и Максим «Wollf» Попов (соло-гитарист). В том же 2009-м году команда записала свой дебютный альбом Most Evil, который являет собой классическое произведение дэт-метала. Заметного успеха не последовало, однако на местной сцене группу заметили.
В 2010—2011 годах происходят значительные изменения в составе группы: в 2010-м приходит, а через год и уходит басист Ярослав «Сокол» Соколов, на место которого в итоге встаёт Артур Кореев; вокалистом становится Виктор «Абдула» Ринкевич, в 2011-м из команды уходит битмейкер Владимир С., в 2010-м господина «Портвейна» заменяет Дмитрий Сухановский, а понятие «ритм-гитарист» в группе размывается, ввиду вступления в команду второго соло-гитариста — Алексея Прокофьева. После изменений в составе, команда решила поменять жанр на трэш-метал, с небольшой примесью панк-хардкора (этакий кроссовер-трэш по-даугавпилски).

Афиша для Asthma на Wacken Metal Battle 2013

В апреле 2013-го года выходит демозапись «Trigger Happy», где группа демонстрирует окончательно сформировавшуюся идею своей музыки. Команда отыгрывает концерты на площадках в Даугавпилсе (Mana Pils Daugavpils) и за его пределами, а также, в том же году, победив на конкурсе Metal Battle Latvia 2013 коллектив едет на фестиваль Wacken Open Air для участия в Wacken Metal Battle 2013. Выиграть на конкурсе группе не удалось, однако благодаря ему группа смогла возвести себя в ранг «легендарных» на локальной сцене в Даугавпилсе. Помимо вышеперечисленных мероприятий, группа принимала участие на таких фестивалях как Sutas Balss, Metal Crowd в Беларуссии, на концерте Smagā Artilērija вместе с группами Rebel Riot и Saintorment, а также много где ещё.
В 2014-м году у участников коллектива начали складываться обстоятельства, из-за которых репетиции и концерты порой стали невозможны (построение личной жизни, карьеры и прочего). Как итог: в 2015-м году группа Asthma уже прекратила свою активность.
Однако, после победы группы Varang Nord на Wacken Metal Battle 2019, — в составе коих был Максим Попов — возникла идея о хотя-бы частичном возрождении Asthma и о доделывании так и не вышедшего второго полноформатного альбома. В 2021-м году была записана и сведена, но так и не опубликована официально песня Quilted Head.
На момент сентября 2024-го года, проект находится в паузе.

## Участники

### 1-й состав (2009—2010)[1]
- Алексей «Потап» Потапов (бас-гитарист);
- Артур «Портвейн» Соколов (ударник);
- Анджей Паприкосов (ритм-гитарист);
- Владимир Склема (битмейкер);
- Вадим Мамонов (вокалист);
- Максим «Wollf» Попов (соло-гитарист).

### 2-й состав (2010—2011)[1]
- Ярослав «Сокол» Соколов (бас-гитарист);
- Дмитрий Сухановский (ударник);
- Владимир Склема (битмейкер);
- Виктор «Абдула» Ринкевич (вокалист);
- Алексей Прокофьев (гитарист);
- Максим «Wollf» Попов (гитарист).

### 3-й состав (2011—2014)[1]
- Артур Кореев (бас-гитарист);
- Дмитрий Сухановский (ударник);
- Виктор «Абдула» Ринкевич (вокалист);
- Алексей Прокофьев (гитарист);
- Максим «Wollf» Попов (гитарист).

## Дискография
- Most Evil (2009)[3][4]
- Trigger Happy (демозапись) (2013)[5]